# Уэйверли (город, Миннесота)
Уэйверли (англ. Waverly) — город в округе Райт, штат Миннесота, США. На площади 4,1 км² (2,2 км² — суша, 1,9 км² — вода), согласно переписи 2002 года, проживают 732 человека. Плотность населения составляет 339,7 чел./км².
- Телефонный код города — 763
- Почтовый индекс — 55390
- FIPS-код города — 27-68764[1]
- GNIS-идентификатор — 0653859[2]